# Парламентські вибори у Великій Британії 1992
Парламентські вибори у Великій Британії 1992 відбулись 9 квітня 1992. На цих виборах перемогу в четвертий раз поспіль здобули консерватори, але вперше ними керував Джон Мейджор. Мейджор за підсумками виборів залишився на посаді прем'єр-міністра. Консерватори отримали 41,9% голосів виборців і 336 місць в Палаті громад британського парламенту. Їх головні суперники, лейбористи під керівництвом Ніла Кіннока, отримали 30,8% голосів і 271 місце, скоротивши таким чином відставання від консерваторів на 82 мандата — з 147 до 65 місць.

## Перебіг
Обидві основні партії будували свою передвиборчу кампанію переважно навколо питань оподаткування та охорони здоров'я. Передвиборчі опитування показували, що лейбористи і консерватори можуть претендувати приблизно на рівну кількість голосів. Лейбористи згодом стверджували, що їх невдача була багато в чому обумовлена вмілої публікацією в популярній газеті The Sun в день виборів, їдко висміював Ніла Киннока і можливі наслідки його перебування на посту прем'єр-міністра. У результаті народився вираз It's The Sun Wot Won It, що позначає значну або навіть вирішальну роль ЗМІ в ході виборів.

## Результати виборів
|  | Партія                                      | Лідер        | Проголосували | %    | Місць |
|  | ------------------------------------------- | ------------ | ------------- | ---- | ----- |
|  | Консервативна партія                        | Джон Мейджор | 14 093 007    | 41,9 | 336   |
|  | Лейбористська партія                        | Ніл Кіннок   | 11 560 484    | 34,4 | 271   |
|  | Ліберальні демократи                        | Педді Ешдаун | 5 999 384     | 17,8 | 20    |
|  | Шотландська національна партія              |              | 629 564       | 1,9  | 3     |
|  | Юніоністська партія Ольстера                |              | 271 049       | 0,8  | 9     |
|  | Соціал-демократична та лейбористська партія |              | 184 445       | 0,5  | 4     |
|  | Зелені                                      |              | 170 037       | 0,5  | 0     |
|  | Партія Уельсу                               |              | 156 796       | 0,5  | 4     |
|  | Демократична юніоністська партія            | Іан Пейслі   | 103 096       | 0,3  | 3     |
|  | Шинн Фейн                                   | Джеррі Адамс | 78 291        | 0,2  | 0     |